# Dante Gurioli
Dante Gurioli (Rho, 1949) è un ex cestista e allenatore di pallacanestro italiano.

## Palmarès
- Serie A1 (pallacanestro femminile): 2
GEAS: 1975-1976
GEAS: 1976-1977